# Frans Van der Aa
Frans Van der Aa (Kapelle-op-den-Bos, 18 november 1955) is een Belgisch acteur en regisseur.

## Loopbaan

### Televisie en film
Van der Aa heeft voornamelijk in jeugdseries gespeeld. De rol waarmee hij doorbrak was die van dichter Renaat Vandenkapblok in Merlina. In 1995 speelde hij de terugkerende rol van Duivel in Kulderzipken. Daarnaast speelde Van der Aa mee in verscheidene sketches van Jacques Vermeire (voor Oei, Jacques!). 
Na het eerste seizoen van Kulderzipken was de rol van Van der Aa als de "gênant brave" Duivel uitgezongen. Bij kinderen is Van der Aa bekend geworden als Zwarte Piet in Dag Sinterklaas. Daarin speelde Van der Aa evenals in de reeks Kulderzipken met Jan Decleir (Sinterklaas). Het programma liep van 1992 tot 1993. Hij speelde twee gastrollen in de sitcom F.C. De Kampioenen. De meest opvallende rol was die van Gilbert Daenen, de voorzitter van F.C. De Strijkers, in de aflevering "Verkocht!" (reeks 7). In 2010 speelde hij professor Christophe Van Hemelrijk in de aflevering "Het volkstuintje" (reeks 20). 
Vanaf de jaren 2000 vertolkte Frans Van der Aa hoofdrollen in de jeugdreeksen W817 en En daarmee basta!. In eerstgenoemde speelde hij Alfons De Ridder, de vader van Jasmijn (Aagje Dom) en de huisbaas van de bende. In laatstgenoemde – de opvolger van W817 – vertolkte hij Bert Vandenbroeck, een leraar en de vader van Joost (Sus Slaets) en Ruben (Steve Geerts). Beide series werden uitgezonden op Ketnet. 
Van der Aa hernam de rol van Zwarte Piet in Sinteressante dingen en in de film Ay Ramon!. Hij speelde gastrollen in onder meer Thuis, Heterdaad, Recht op Recht, Windkracht 10, Flikken, Aspe, Zone Stad, Witse en Familie.

### Musical en theater
Sinds 2003 is Frans Van Der Aa artistiek leider van 4Hoog (productiehuis voor kindertheater). Dikwijls verzorgt hij de regie voor producties van 4Hoog. Van Der Aa werkte als regisseur voor onder andere Kommil Foo, De Nieuwe Snaar en Schedelgeboorten.
In 2023 speelt hij mee in de musical Red Star Line van Studio 100.

## Privé
Frans Van Der Aa is de vader van actrice Liesa Van der Aa.

## Rollen in film en op tv
- De opkopers (1977) - als butler Frans
- Het gat in de muur (1979)
- Lucien en Martine (1981) - als Freddy
- Merlina (1983, 1987) - als Renaat Vandenkapblok
- Adriaen Brouwer (1986)
- Carlos & Co (1987) - als TW de eend (stem)
- Het ultieme kerstverhaal (1987) - als Walter Gommers
- Mijnheer Halverwege (1987) - als Tom Halverwege
- De dwaling (1987) - als Vic de Weert
- Oei! (1989)
- Oei Jacques (1989)
- Alfa Papa Tango (1990) - Dokter
- Ramona (1991) - als roodharige klant
- Dag Sinterklaas (1992-1993) - als zwarte Piet
- De Kotmadam (1992) - als man
- De Kotmadam (1992) - als BOB agent
- De ware vrienden (1993)
- RIP (1993) - als Ronald Vingerhoets
- Bex & Blanche (1994) - als Charles
- Ons geluk (1995) - als Jan Vergiet
- Kulderzipken (1995-1996) - als de Duivel
- Buiten De Zone (1996) - als directeur
- Kriebels (1996) - als premier De Cocq
- Binnen zonder bellen (1996-1997) - als Julien
- Thuis (1996-1997) - als advocaat Ozzi Sterckx
- Follies Vermeire (1997)
- A Hard Day's Work (1997)
- Heterdaad (1997) - als Danny Borré
- F.C. De Kampioenen (1997) - als Gilbert Daenen
- De Jacques Vermeire show (1998)
- Windkracht 10 (1998) - als tramconducteur
- Liefde & geluk (1999) - als Julien Smit
- W817 (1999-2003) - als Alfons De Ridder
- Flikken (2000) - als cowboy
- De Vermeire explosion (2001)
- Chris & Co (2001)
- Recht op Recht (2001-2002) - als meester Werner Willems
- Sedes & Belli (2002) - als Frans De Groot
- Flat 41 (2002) - als postbode
- Hij komt, hij komt... De intrede van de Sint (2003-2018) - als zwarte Piet
- Team Spirit (2003) - als agent
- Het kleine dove wonder (2003) - als vader
- Aspe (2004) - als Patrick Casteleyn
- En daarmee Basta! (2005-2008) - als Bert Vandenbroeck
- Witse (2005) - als Geert Van Oost
- Halleluja! (2005) - als Frans
- Team Spirit (2005) - als commissaris
- Zone Stad (2008) - als Marcel Liekens
- Hartelijke groeten aan iedereen (2009) - als ruimtewezen
- Een kleine duw (2009)
- Sinteressante dingen (2009) - als zwarte Piet
- F.C. De Kampioenen (2010) - als professor Christophe Van Hemelrijk
- David (2010) - als Jan Naessens
- De Sint danst de tango (2011) - als zwarte Piet
- Zingaburia (2012) - als Kantersies
- De Elfenheuvel (2012-2013) - als Cornelis
- Ay Ramon! (2015) - als zwarte Piet
- Professor T. (2015) - als Antoine Coppens
- Sinterklaas en de wakkere nachten (2018) - als zwarte Piet
- De Hoppers (2019-2022) - als meester Frans
- W817: 8eraf! (2021) - als Alfons De Ridder
- Familie (2022-2023) - als Raymond Faes